# Covent Garden
Covent Garden è un quartiere di Londra. Il suo nome attuale è una storpiatura di Convent Garden, poiché tra la fine del XII secolo e gli inizi del XIII, infatti, vi sorgeva uno storico convento attorniato da terreni e un vasto giardino.
Nel 1540 Enrico VIII ne ordinò l'esproprio e Covent Garden divenne luogo di mercato, nonché una parrocchia civile all’interno del territorio della Città di Westminster. In epoca più recente vi sono sorti ristoranti, musei, negozi, bancarelle d'artigianato; animato da vari artisti di strada è oggi una delle principali attrazioni turistiche della capitale britannica. 
Covent Garden è anche celebre per i suoi numerosi teatri. Tra di essi la Royal Opera House spicca a tal punto che, per gli appassionati di lirica o di danza, "Covent Garden" e "Royal Opera House" tendono a essere due nomi interscambiabili nel linguaggio comune. 
Il distretto costituisce il cuore del West End londinese, una sorta di invisibile confine con la vasta zona est della città, racchiuso tra High Holborn a nord, Kingsway a est, lo Strand a sud e Charing Cross Road a ovest. 
La piazza che si trova al centro di Covent Garden è stata la sede di un mercato ortofrutticolo dalla metà del XVI secolo al 1974, anno in cui il mercato è stato trasferito a Nine Elms, nel distretto di Wandsworth.
In larga misura la piazza deve il suo impianto attuale al progetto che, nel 1631, fu commissionato dal quarto conte di Bedford a Inigo Jones (famoso architetto, scenografo e costumista inglese d'epoca barocca). L'idea del conte di Bedford era di partire dal progetto di Jones per dare vita a un'operazione di speculazione edilizia.
Il progetto prevedeva un sistema di arcate d'ispirazione palladiana, e imitava almeno in parte la piazza Grande di Livorno, dove, secondo alcuni, Jones aveva lavorato alla costruzione del Duomo.
L'iniziativa del conte di Bedford ebbe successo, attraendo molti ricchi mercanti e aristocratici, che nell'area fecero costruire le loro dimore. Nel giro di pochi decenni la piazza di Covent Garden diventò il mercato più importante d'Inghilterra, con prodotti esotici provenienti da lontane regioni del mondo, circondata da teatri e caffè.
Durante il XVIII secolo, tuttavia, con l'ulteriore espansione del mercato ortofrutticolo la piazza entrò in un periodo di decadenza: i residenti, i teatri e i caffè cominciarono a trasferirsi altrove, mentre Covent Garden acquisì la nomea di grande piazza di Venere, dove era consentito di tutto.
Successivamente, nella prima metà del XIX secolo, la zona fu ripulita, le baracche ivi sorte furono abbattute e nella piazza fu creato un mercato al coperto, composto da tre edifici paralleli, suddivisi in banchi di vendita e circondati da portici in stile neoclassico. Le nuove forme di amministrazione metropolitana londinese lo inclusero nel distretto della Strand.
Il 7 agosto 2010 il quartiere ha visto l'apertura del più grande Apple Store della città, che è anche il più grande del mondo.